# کولچستر (ویرجینیا)
کولچستر (به انگلیسی: Colchester) یک منطقهٔ مسکونی در ایالات متحده آمریکا است که در شهرستان فرفکس، ویرجینیا واقع شده‌است.